# Carlo Lucarelli
Carlo Lucarelli (Parma, 26 de octubre de 1960) es un escritor, periodista y presentador de televisión italiano.

## Biografía
Logró popularidad en Italia en la década de 1990 con su trilogía de libros basados en el inspector De Luca. Durante esa época también empezó a desarrollar obras de teatro y libretos para radio y televisión. Por un tiempo se desempeñó como presentador del programa de televisión Blu notte misteri d'Italia, y como periodista y editor trabajó en medios como il manifesto, Il Messaggero y L'Europeo. Ha escrito más de veinte novelas y numerosos relatos cortos.